# Países Bajos en el Festival de la Canción de Eurovisión 2019
Países Bajos participó en el LXIV Festival de la Canción de Eurovisión, que se celebró en Tel Aviv, Israel del 14 al 18 de mayo del 2019. La televisora neerlandesa AVROTROS decidió elegir internamente al cantante Duncan Laurence el día 21 de enero de 2019. Participó con la canción "Arcade", con la cual, desde su presentación partió como el máximo favorito para la victoria en el concurso. Finalmente, fue declarado ganador en la final del concurso tras obtener 492 puntos, 231 de la votación del jurado en la que se colocó tercero, y 261 puntos del público, donde se colocó segundo. Tras esto, se convirtió en el segundo ganador del festival que no gana la votación del jurado ni del público. Previamente había clasificado en la segunda semifinal, tras haberla ganado con 280 puntos. Esta es la quinta victoria neerlandesa en el concurso, así como la primera en 44 años, consiguiendo también, su mejor puntuación histórica en el concurso.

## Historia de los Países Bajos en el Festival
Países Bajos es uno de los países fundadores del festival, habiendo participado desde 1956 en 59 ocasiones. El país es uno de los máximos ganadores del concurso, habiéndolo ganado en 4 ocasiones: en 1957, Corry Brokken ganó con el tema «Nets als toen»; en 1959 con Teddy Scholten y «'n Beetje»; posteriormente en 1969 vencieron junto a otros tres país con Lenny Kuhr y «De trobadour» y finalmente, su última victoria fue en 1975 con el grupo Teach-In y la canción «Ding-a-Dong». Sin embargo, desde la introducción de las semifinales en 2004, el país no logró clasificarse 8 ocasiones consecutivas a la final. Actualmente, el país es uno de los países con mejores resultados en el concurso, clasificándose a las últimas 5 de 6 finales, posicionándose dentro del Top 10 en dos ocasiones, incluyendo un segundo lugar de The Common Linnets en 2014, y en 11° lugar en otras dos ocasiones.
En 2018, Waylon fue seleccionado internamente para representar al país con el tema «Outlaw in 'Em» que finalizó en el lugar 18 con 121 puntos, siendo el peor resultado del país en una final desde 2004.

## Representante para Eurovisión

### Elección Interna
La televisora AVROTROS es la encargada de representar al país dentro del concurso. Desde 2013, el país decidió dejar de lado las finales nacionales que no habían dado buenos resultados en el festival para seleccionar internamente al representante. Desde entonces, los resultados mejoraron sustancialmente con 5 clasificaciones a la final en los últimos 6 años, así como el mejor resultado histórico del país desde su victoria en 1975. Por lo tanto, se decidió mantener la elección interna como su método de selección para el festival de 2019.
El 21 de enero, la AVROTROS anunció que Duncan Laurence, exparticipante de la versión nacional de The Voice, fue seleccionado internamente para representar al país en la edición 2019 del festival de Eurovisión. Su canción «Arcade», es una balada intimista con tintes atmosféricos compuesta por el mismo junto a Joel Sjöö y Wouter Hardy. Fue lanzada el 7 de marzo junto a su videoclip oficial en el canal de YouTube del festival, subiendo unos días después en las apuestas hasta el primer lugar, donde permaneció inamovible por el resto de competidores.

## En Eurovisión
De acuerdo a las reglas del festival, todos los concursantes inician desde las semifinales, a excepción del anfitrión (en este caso, Israel) y el Big Five compuesto por Alemania, España, Francia, Italia y Reino Unido. En el sorteo realizado el 28 de enero de 2019, Países Bajos fue sorteado en la segunda semifinal del festival. En este mismo sorteo, se determinó que participaría en la segunda mitad de la semifinal (posiciones 10-18). Semanas después, ya conocidos los artistas y sus respectivas canciones participantes, la producción del programa dio a conocer el orden de actuación, determinando que Países Bajos participara en la decimosexta posición, precedido por Noruega y seguido de Macedonia del Norte.
Los comentarios para Países Bajos corrieron por parte de Jan Smit y Cornald Maas. La portavoz de la votación del jurado profesional neerlandés fue Emma Worterboer.

### Semifinal 2

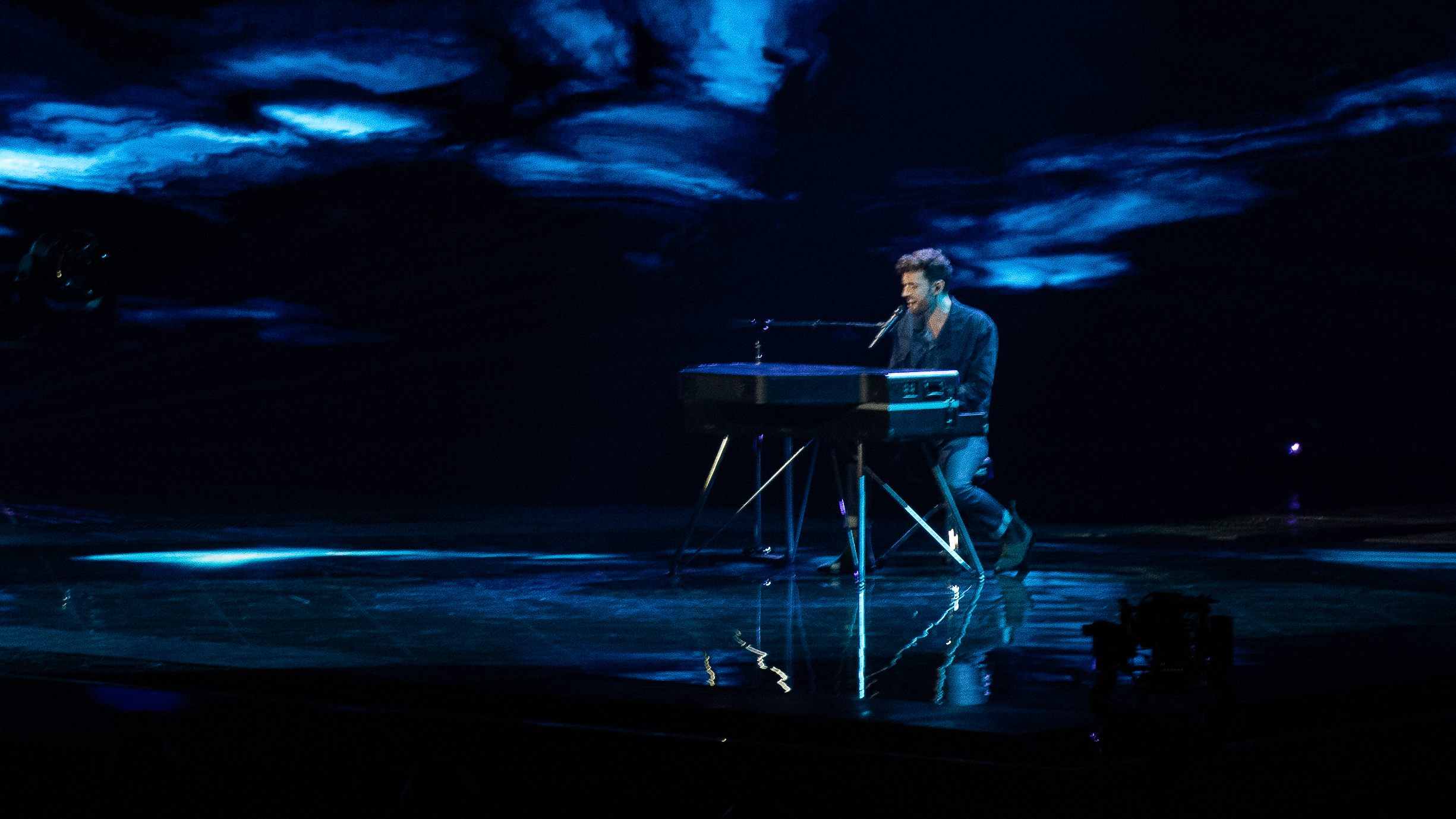
Duncan Laurence durante los ensayos generales de la segunda semifinal.

Países Bajos tomó parte de los primeros ensayos los días 7 y 11 de mayo; así como de los ensayos generales de la semifinal los días 15 y 16. El ensayo general de la tarde del 16 fue tomado en cuenta por los jurados profesionales para emitir sus votos, que representan el 50% de los puntos. Países Bajos se presentó en la decimosexta posición, detrás de Macedonia del Norte y por delante de Noruega. Su presentación fue una de las más intimistas de la edición, con Duncan, vestido de azul, sentado al centro del escenario tocando el piano mientras interpretaba la canción, con una luz enfocandolo a él. En palabras de Laurence, la escenografía buscaba recrear "las emociones y sentimientos que tuvo cuando escribió la canción". Las pantallas LED mostraron en todo momento, atmósferas en tonos azules mientras que una luz blanca descendió durante el segundo coro, simbolizando la esperanza que perdió e intentó encontrar de nuevo. Fuera de cámara contó con tres coristas: Kris Riedveld, Marcel Swerissen y Sarina Voorn.
Al final del show, los Países Bajos fueron anunciados como uno de los 10 países finalistas, manteniendo su buena racha desde 2013. Los resultados revelados una vez terminado el festival, confirmaron la victoria del país con 280 puntos, obteniendo la idéntica cantidad de 140 puntos del jurado profesional y el público. A pesar de su victoria, el neerlandés solo se había posicionado segundo para el público y tercero para el jurado profesional, siendo el quinto caso que ocurre con un ganador de una semifinal.

### Final
Durante la rueda de prensa de los ganadores de la segunda semifinal, se realizó el sorteo en el que se decidió en que mitad participaría cada finalista. Países Bajos fue sorteado para participar en la primera mitad de la final. El orden de actuación revelado durante la madrugada del viernes 17 de mayo, en el que se decidió que Países Bajos debía actuar en la posición 12 por delante de Chipre y detrás de Grecia. El neerlandés tomó parte de los ensayos generales del 17 y 18 de mayo, dentro de los cuales, el ensayo general de la tarde del 17 fue tomado en cuenta por los jurados profesionales para emitir sus votos, que representan el 50% de los puntos.
Durante la votación final, Países Bajos se colocó en tercera posición del jurado profesional con 231 puntos (que tras la corrección de la puntuación bielorrusa, aumentaría a 237). Posteriormente, se le anunció su votación del público: 261 puntos, que sumando un total de 498 puntos, le otorgaron su quinta victoria dentro del concurso. Además, tras haberse colocado segundo en el televoto, Países Bajos se convirtió en el segundo ganador de la historia (después de Jamala en 2016) que gana el festival sin vencer en la votación del público o jurado. 

### Votación

#### Votación otorgada a Países Bajos

##### Semifinal 2
| Jurado                           | Jurado                                    | Jurado                                                              | Jurado                                 | Jurado                                 |
| 12 puntos                        | 10 puntos                                 | 8 puntos                                                            | 7 puntos                               | 6 puntos                               |
| -------------------------------- | ----------------------------------------- | ------------------------------------------------------------------- | -------------------------------------- | -------------------------------------- |
| - Lituania - Malta - Suiza       | - Alemania - Austria - Noruega - Suecia   | - Croacia - Irlanda - Letonia - Rumania                             | - Dinamarca                            | - Macedonia del Norte                  |
| 5 puntos                         | 4 puntos                                  | 3 puntos                                                            | 2 puntos                               | 1 punto                                |
|                                  | - Albania - Armenia - Azerbaiyán - Italia |                                                                     | - Reino Unido                          | - Rusia                                |
| Televoto                         |                                           |                                                                     |                                        |                                        |
| 12 puntos                        | 10 puntos                                 | 8 puntos                                                            | 7 puntos                               | 6 puntos                               |
|                                  | - Albania - Armenia - Malta               | - Alemania - Azerbaiyán - Dinamarca - Irlanda - Macedonia del Norte | - Croacia - Letonia - Moldavia - Rusia | - Austria - Lituania - Rumania - Suiza |
| 5 puntos                         | 4 puntos                                  | 3 puntos                                                            | 2 puntos                               | 1 punto                                |
| - Noruega - Reino Unido - Suecia |                                           | - Italia                                                            |                                        |                                        |

##### Final
| Jurado                                                                            | Jurado                                    | Jurado                                                        | Jurado                                                                                   | Jurado                                                                                              |
| 12 puntos                                                                         | 10 puntos                                 | 8 puntos                                                      | 7 puntos                                                                                 | 6 puntos                                                                                            |
| --------------------------------------------------------------------------------- | ----------------------------------------- | ------------------------------------------------------------- | ---------------------------------------------------------------------------------------- | --------------------------------------------------------------------------------------------------- |
| - Francia - Israel - Letonia - Lituania - Portugal - Suecia                       | - Suiza                                   | - Alemania - Austria - España - Finlandia - Georgia - Irlanda | - Dinamarca - Estonia - Islandia - Macedonia del Norte - Malta - Noruega                 | - Armenia - Australia - Bélgica - Bielorrusia - Croacia - Eslovenia - Reino Unido - República Checa |
| 5 puntos                                                                          | 4 puntos                                  | 3 puntos                                                      | 2 puntos                                                                                 | 1 punto                                                                                             |
| - Chipre - Rumania                                                                |                                           | - Moldavia - San Marino                                       |                                                                                          | - Hungría                                                                                           |
| Televoto                                                                          |                                           |                                                               |                                                                                          | |
| 12 puntos                                                                         | 10 puntos                                 | 8 puntos                                                      | 7 puntos                                                                                 | 6 puntos                                                                                            |
| - Bélgica - Rumania                                                               | - Armenia - Bielorrusia - Malta - Polonia | - España - Estonia - Hungría - Irlanda - Noruega - Portugal   | - Albania - Alemania - Austria - Azerbaiyán - Dinamarca - Lituania - Macedonia del Norte | - Australia - Chipre - Grecia - Moldavia - San Marino - Suecia - Suiza                              |
| 5 puntos                                                                          | 4 puntos                                  | 3 puntos                                                      | 2 puntos                                                                                 | 1 punto                                                                                             |
| - Eslovenia - Finlandia - Francia - Georgia - Islandia - Italia - Letonia - Rusia | - Croacia - Reino Unido - República Checa | - Serbia                                                      | - Israel                                                                                 | - Montenegro                                                                                        |

#### Votación realizada por Países Bajos
| Puntos    | Jurado              | Televoto            |
| --------- | ------------------- | ------------------- |
| 12 puntos | Suecia              | Noruega             |
| 10 puntos | Malta               | Suecia              |
| 8 puntos  | Suiza               | Suiza               |
| 7 puntos  | Rusia               | Azerbaiyán          |
| 6 puntos  | Moldavia            | Macedonia del Norte |
| 5 puntos  | Croacia             | Armenia             |
| 4 puntos  | Macedonia del Norte | Dinamarca           |
| 3 puntos  | Dinamarca           | Rusia               |
| 2 puntos  | Armenia             | Lituania            |
| 1 punto   | Azerbaiyán          | Malta               |

| Puntos    | Jurado              | Televoto            |
| --------- | ------------------- | ------------------- |
| 12 puntos | Suecia              | Noruega             |
| 10 puntos | Suiza               | Italia              |
| 8 puntos  | Malta               | Suecia              |
| 7 puntos  | Dinamarca           | Islandia            |
| 6 puntos  | Italia              | Suiza               |
| 5 puntos  | Rusia               | Dinamarca           |
| 4 puntos  | República Checa     | Azerbaiyán          |
| 3 puntos  | Macedonia del Norte | España              |
| 2 puntos  | Australia           | Australia           |
| 1 punto   | Chipre              | Macedonia del Norte |

#### Desglose
El jurado neerlandés fue conformado por:
- Elise van der Horst – presidente del jurado – cantante y compositora
- Holger Schwedt – productor
- Ruud de Wild – DJ de radio y presentador
- Henkjan Smits – presentador, caza talentos y productor
- Sabrina Starke – cantante y compositora

| Semifinal 2 | Semifinal 2         | Semifinal 2                | Semifinal 2                | Semifinal 2                | Semifinal 2                | Semifinal 2                | Semifinal 2                | Semifinal 2                | Semifinal 2                | Semifinal 2                |
| N.º         | País                | Jurado                     | Jurado                     | Jurado                     | Jurado                     | Jurado                     | Jurado                     | Jurado                     | Televoto                   | Televoto                   |
| N.º         | País                | E. van der Horst           | H. Schwedt                 | R. de Wild                 | H. Smits                   | S. Starke                  | Ranking                    | Puntos                     | Ranking                    | Puntos                     |
| ----------- | ------------------- | -------------------------- | -------------------------- | -------------------------- | -------------------------- | -------------------------- | -------------------------- | -------------------------- | -------------------------- | -------------------------- |
| 01          | Armenia             | 8                          | 8                          | 7                          | 15                         | 5                          | 9                          | 2                          | 6                          | 5                          |
| 02          | Irlanda             | 13                         | 11                         | 5                          | 10                         | 13                         | 11                         |                            | 15                         |                            |
| 03          | Moldavia            | 7                          | 10                         | 3                          | 8                          | 3                          | 5                          | 6                          | 16                         |                            |
| 04          | Suiza               | 2                          | 6                          | 4                          | 4                          | 14                         | 3                          | 8                          | 3                          | 8                          |
| 05          | Letonia             | 11                         | 14                         | 15                         | 17                         | 11                         | 15                         |                            | 13                         |                            |
| 06          | Rumania             | 9                          | 12                         | 14                         | 13                         | 15                         | 14                         |                            | 14                         |                            |
| 07          | Dinamarca           | 10                         | 9                          | 2                          | 5                          | 10                         | 8                          | 3                          | 7                          | 4                          |
| 08          | Suecia              | 1                          | 1                          | 1                          | 1                          | 2                          | 1                          | 12                         | 2                          | 10                         |
| 09          | Austria             | 17                         | 15                         | 16                         | 16                         | 12                         | 17                         |                            | 17                         |                            |
| 10          | Croacia             | 3                          | 2                          | 12                         | 6                          | 16                         | 6                          | 5                          | 12                         |                            |
| 11          | Malta               | 4                          | 4                          | 10                         | 2                          | 1                          | 2                          | 10                         | 10                         | 1                          |
| 12          | Lituania            | 14                         | 13                         | 8                          | 7                          | 9                          | 12                         |                            | 9                          | 2                          |
| 13          | Rusia               | 5                          | 3                          | 13                         | 3                          | 8                          | 4                          | 7                          | 8                          | 3                          |
| 14          | Albania             | 16                         | 17                         | 9                          | 14                         | 17                         | 16                         |                            | 11                         |                            |
| 15          | Noruega             | 12                         | 16                         | 17                         | 12                         | 7                          | 13                         |                            | 1                          | 12                         |
| 16          | Países Bajos        | -------------------------- | -------------------------- | -------------------------- | -------------------------- | -------------------------- | -------------------------- | -------------------------- | -------------------------- | -------------------------- |
| 17          | Macedonia del Norte | 6                          | 5                          | 6                          | 11                         | 4                          | 7                          | 4                          | 5                          | 6                          |
| 18          | Azerbaiyán          | 15                         | 7                          | 11                         | 9                          | 6                          | 10                         | 1                          | 4                          | 7                          |

| Final | Final               | Final                      | Final                      | Final                      | Final                      | Final                      | Final                      | Final                      | Final                      | Final                      |
| N.º   | País                | Jurado                     | Jurado                     | Jurado                     | Jurado                     | Jurado                     | Jurado                     | Jurado                     | Televoto                   | Televoto                   |
| N.º   | País                | E. van der Horst           | H. Schwedt                 | R. de Wild                 | H. Smits                   | S. Starke                  | Ranking                    | Puntos                     | Ranking                    | Puntos                     |
| ----- | ------------------- | -------------------------- | -------------------------- | -------------------------- | -------------------------- | -------------------------- | -------------------------- | -------------------------- | -------------------------- | -------------------------- |
| 01    | Malta               | 4                          | 2                          | 19                         | 3                          | 4                          | 3                          | 8                          | 17                         |                            |
| 02    | Albania             | 19                         | 18                         | 22                         | 22                         | 25                         | 23                         |                            | 20                         |                            |
| 03    | República Checa     | 5                          | 16                         | 9                          | 6                          | 6                          | 7                          | 4                          | 13                         |                            |
| 04    | Alemania            | 13                         | 17                         | 6                          | 21                         | 8                          | 12                         |                            | 21                         |                            |
| 05    | Rusia               | 3                          | 4                          | 11                         | 7                          | 11                         | 6                          | 5                          | 11                         |                            |
| 06    | Dinamarca           | 8                          | 5                          | 1                          | 4                          | 10                         | 4                          | 7                          | 6                          | 5                          |
| 07    | San Marino          | 24                         | 24                         | 25                         | 25                         | 24                         | 25                         |                            | 12                         |                            |
| 08    | Macedonia del Norte | 6                          | 10                         | 8                          | 8                          | 9                          | 8                          | 3                          | 10                         | 1                          |
| 09    | Suecia              | 1                          | 3                          | 2                          | 2                          | 1                          | 1                          | 12                         | 3                          | 8                          |
| 10    | Eslovenia           | 20                         | 22                         | 24                         | 24                         | 18                         | 24                         |                            | 15                         |                            |
| 11    | Chipre              | 7                          | 7                          | 20                         | 17                         | 5                          | 10                         | 1                          | 22                         |                            |
| 12    | Países Bajos        | -------------------------- | -------------------------- | -------------------------- | -------------------------- | -------------------------- | -------------------------- | -------------------------- | -------------------------- | -------------------------- |
| 13    | Grecia              | 25                         | 25                         | 14                         | 23                         | 23                         | 22                         |                            | 25                         |                            |
| 14    | Israel              | 21                         | 23                         | 15                         | 20                         | 22                         | 21                         |                            | 18                         |                            |
| 15    | Noruega             | 12                         | 13                         | 21                         | 16                         | 19                         | 18                         |                            | 1                          | 12                         |
| 16    | Reino Unido         | 16                         | 15                         | 12                         | 14                         | 12                         | 16                         |                            | 23                         |                            |
| 17    | Islandia            | 17                         | 19                         | 23                         | 15                         | 21                         | 20                         |                            | 4                          | 7                          |
| 18    | Estonia             | 23                         | 14                         | 18                         | 19                         | 17                         | 19                         |                            | 14                         |                            |
| 19    | Bielorrusia         | 18                         | 11                         | 10                         | 12                         | 16                         | 15                         |                            | 24                         |                            |
| 20    | Azerbaiyán          | 14                         | 8                          | 17                         | 11                         | 13                         | 14                         |                            | 7                          | 4                          |
| 21    | Francia             | 15                         | 12                         | 16                         | 13                         | 7                          | 13                         |                            | 16                         |                            |
| 22    | Italia              | 10                         | 9                          | 3                          | 9                          | 2                          | 5                          | 6                          | 2                          | 10                         |
| 23    | Serbia              | 11                         | 20                         | 5                          | 10                         | 14                         | 11                         |                            | 19                         |                            |
| 24    | Suiza               | 2                          | 1                          | 4                          | 1                          | 3                          | 2                          | 10                         | 5                          | 6                          |
| 25    | Australia           | 9                          | 6                          | 13                         | 5                          | 15                         | 9                          | 2                          | 9                          | 2                          |
| 26    | España              | 22                         | 21                         | 7                          | 18                         | 20                         | 17                         |                            | 8                          | 3                          |